# Itífalo

Dios Min, divinidad itifálica de la fertilidad en el Antiguo Egipto.

Un itífalo (del griego ἰθύς "recto" y φαλλός "pene") es un amuleto colgante en figura de pene que, según Plinio, colgaban los antiguos al cuello de los niños creyendo que les preservaría de ciertos males. 
Con el mismo objeto lo usaban los emperadores y se ponía igualmente uno en los carros triunfales. Las vestales también lo llevaban y lo adoraban como a una divinidad, persuadidas de que las defendía de la envidia.
Los egipcios y los griegos dieron también el nombre de itífalo a Priapo y los versos hechos en honor de esta divinidad se llamaban itifálicos; y también se llamaban itifáloros o itifalóforos aquellos ministros que, en las orgías, imitaban el estado de embriaguez disfrazados de faunos.